# Felső-turistaút

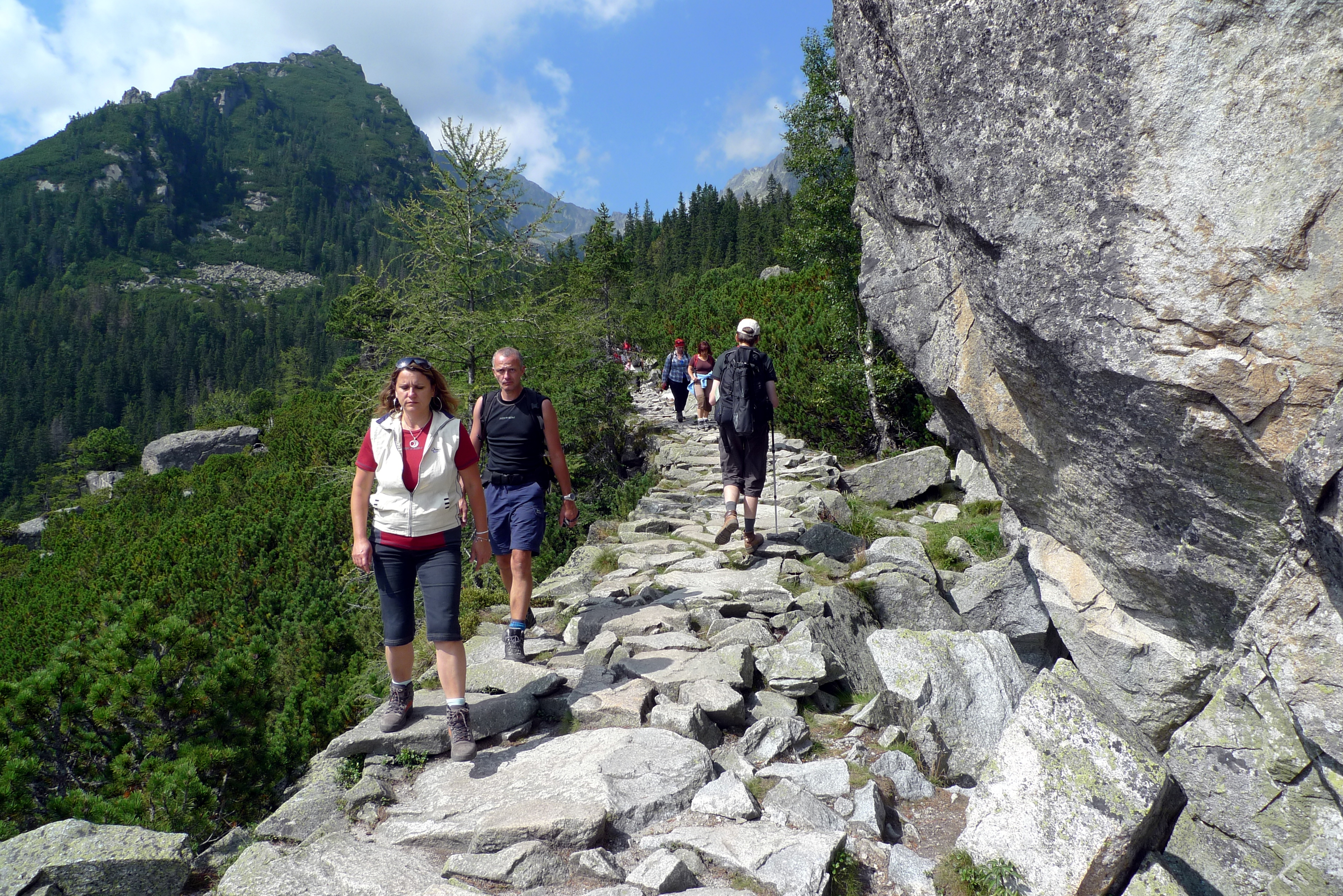
Felső-turistaút

A Felső-turistaút, másként Magisztrálé (szlovákul Tatranská magistrála) turistaút a Magas-Tátrában.

A Felső-turistaút piros jelzése

A menedékháztól menedékházig vezető piros jelzésű Felső-turistaút egy hatalmas, kb. 55 km hosszú, jól kiépített és karbantartott, összefüggő út, amely mint önálló túracél is végigjárható. 1931 és 1937 között épült azon útszakaszok felhasználásával, amelyeket még 1877 és 1883 között épített a Magyarországi Kárpát Egyesület (MKE). A Magas-Tátra déli oldalán kanyargó úton járva, állandóan változik a táj képe, kilátás nemcsak dél felé nyílik, hanem a völgyek keresztezésekor a főgerincig belátunk a hegység belsejébe. Nagy része sétaútnak van kiépítve és sehol semmi nehézség nincsen.
Magashegyi jártasság – nem mászás – kell a Kő-pataki-tó–Zöld-tó közötti szakaszon. Itt az út 2020 m magasra visz fel. Minden menedékházhoz a településekről jelzett út vezet. Ezeken könnyen elérhetjük a Magisztrálét, vagy könnyen visszatérhetünk róla a településekre. Így tetszés szerinti szakaszait járhatjuk végig.
A következőkben egy kényelmes időbeosztást álljon azok rendelkezésére, akik a teljes útbejárásra vállalkoznának Podbanszkótól a Zöld-tóig.
- Első nap: Podbanszkó (940 m) – Vázseci menedékház (1180 m), 1 ó 30 p – Gödör-tó (Jamsko-tó, 1447 m), 1 ó – Csorba-tó (1355 m), 1 ó – Poprádi-tó, 1 ó 30 p. Összesen 5 ó.
- Második nap: Poprádi-tó - Oszterva-nyereg (1959 m), 1 ó (a nyeregből 5 p az 1984 m magas csúcs) - Batizfalvi-tó (1879 m), 1 ó 30 p - Sziléziai ház (1670 m), 1 ó 15 p - Szalóki-tavacskák (1676 m), 45 p - Bilík menedékház (1263 m), 1 ó. Összesen 5 ó 30 p.
- Harmadik nap: Bilík menedékház - Zamkovszky-menedékház (1475 m), 1 ó (a piros jelzés és a zöld jelzés elágazásánál) - Kő-pataki-tó (1761 m), 1 ó 15 p - Morgás-hágó (2020 m), 1 ó 30 p - Zöld-tavi menedékház (1551 m), 1 ó 15 p. Összesen 5 ó. A piros jelzésen a Nagy-Fehér-tóig 30 p.

Itt a Magisztrálé véget ér. Innen a Kopa-hágóig újabb félóra a kék jelzésen. Az útvonal legszebb része a Zamkovszky-menedékház–Kő-pataki-tó közötti szakasz.

## Külső hivatkozások
- A Felső-turistaút az OpenStreetMap-en
- Térkép
- Szintemelkedést mutató ábra